# Alessandro Bacciocchini

Partenza del campionato del mondo cronometro a squadre, giugno 1988

In azione durante una gara

Alessandro Bacciocchini (Gorizia, 25 marzo 1970) è un ex ciclista su strada italiano.

## Carriera
Ha praticato il ciclismo agonistico dal 1983. Nelle categorie giovanili ha vinto un campionato italiano oltre a numerose gare nazionali. Nella categoria dilettanti juniores ha vinto il campionato italiano nella specialità cronometro a squadre, entrando a far parte della nazionale italiana ed indossando la maglia azzurra in numerose competizioni internazionali. Nel 1988, oltre a vincere due campionati italiani, si laureava campione del mondo nella specialità cronometro a squadre ad Odense (Danimarca). Ha prestato servizio militare nei Bersaglieri, Gruppo sportivo, compagnia atleti di Padova. Entrato a far parte del Centro Sportivo del Corpo forestale dello Stato, ha vinto gare nazionali, internazionali ed un campionato italiano su strada partecipando alla prima edizione dei Giochi Mondiali Militari a Roma piazzandosi al 6º posto. Dopo l'abbandono dell'attività agonistica ha ricoperto l'incarico di tecnico regionale della Federazione Ciclistica Italiana fino al 1998. Fa parte dell'Associazione Nazionale Atleti Olimpici e Azzurri d'Italia. Assunto nel Corpo forestale dello Stato nel 1992 ha svolto servizio presso il ministero Politiche Agricole, Ispettorato Generale – Comando stazione Portogruaro (VE) – Nucleo Operativo CITES, Dogana Trieste, presso le Sezioni di Polizia Giudiziaria di Treviso e Trieste. Ha fatto parte del Reparto d'Onore a Cavallo del Corpo forestale dello Stato presente ad importanti manifestazioni civili, militari e religiose. Ha ricevuto l'Aquila dello sport di Bronzo e L'Aquila dello sport d'oro dalla Regione Friuli Venezia Giulia, premio riservato ad atleti regionali vincitori di campionati italiani, europei e mondiali. Ha ricevuto l'attestazione di pubblica benemerenza del Dipartimento della protezione civile con D.P.C.M. del 12 aprile 2011 per la partecipazione alle operazioni di soccorso alla popolazione, conseguenti al sisma del 2009 in Abruzzo. Nel 2013 ha ricevuto dal Capo di Stato Maggiore della Difesa il “Distintivo dello Sport con stella di bronzo”, distinzione riservata ad atleti appartenenti a Forze Armate e di Polizia. Con Decreto del 2 giugno 2014 il Presidente della Repubblica gli conferì la distinzione onorifica di Cavaliere dell'Ordine al Merito della Repubblica Italiana.